# Martina Balaštíková
Martina Balaštíková-Babková (* 31. srpna 1950 Děčín) je československá hráčka basketbalu. Je vysoká 173 cm. Je zařazena na čestné listině mistrů sportu.

## Sportovní kariéra
V basketbalovém reprezentačním družstvu Československa v letech 1972 až 1976 hrála celkem 92 utkání. Zúčastnila se Olympijských her 1976 (Montreal, Kanada) - 4. místo, Mistrovství světa 1975 v Kolumbii - 3. místo, tří Mistrovství Evropy 1972, 1974, 1976, na nichž získala dvě stříbrné medaile za druhá místa v letech 1974 a 1976 a bronzovou medaili za třetí místo v roce 1972.
V československé basketbalové lize žen hrála celkem 9 sezón (1968-1977), z toho tři sezóny (1968-1971) za družstvo Sparta Praha a 6 sezón (1971-1977) za VŠ Praha, s nímž získala v ligové soutěži tři tituly mistra Československa (1969, 1971,1973), třikrát druhé místo (1970, 1972, 1975) a jedno třetí místo (1974). Je na 92. místě v dlouhodobé tabulce střelkyň československé ligy žen za období 1963-1993 s počtem 1562 bodů.
V evropských pohárech klubů v Poháru mistrů evropských zemí v basketbalu žen (PMEZ) za družstvo Sparta Praha hrála 2 ročníky (1968-1970), v sezóně 1968/69 účast ve čtvrtfinálové skupině, 1969/70 vyřazena v semifinále od Wisla Krakov (Polsko) a za družstvo VŠ Praha hrála 1 ročník (1973/74) s účastí ve čtvrtfinálové skupině. V Poháru vítězů pohárů družstvo VŠ Praha hrálo 5 ročníků (1971-1977), bylo vítězem poháru v roce 1976 vítězstvím nad Industromontaza Zagreb (68:51, 73:78), na 2. místě v roce 1973 po porážce ve finále od družstva Spartak Leningrad (55:64, 37:76), vyřazeno v semifinále 1977 od Minor Pernik a dvakrát ve čtvrtfinále (1972, 1975).   

## Sportovní statistika

### Kluby
- 1968-1971 Sparta Praha, celkem 3 medailová umístění: 2x mistryně Československa (1969, 1971), 2x 2. místo (1970)
- 1971-1977 VŠ Praha, celkem 4 medailová umístění: 1x mistryně Československa (1973), 2x 2. místo (1972, 1975), 3. místo (1974), 2x 5. místo (1976, 1977)

### Evropské poháry
(v přehledu je uveden počet zápasů (vítězství - porážky) a celkový výsledek v soutěži)
- Pohár mistrů evropských zemí v basketbalu žen (PMEZ)
  - Sparta Praha: 1969 - 4 zápasy (3-1) účast ve čtvrtfinálové skupině, 1970 - 10 (7-3) v semifinále vyřazena od Wisla Krakov (Polsko), celkem 2 ročníky poháru
  - VŠ Praha:- 1974 - 8 (3-5) v semifinále vyřazena od CUC Clermont Ferrand (Francie)
- Pohár vítězů pohárů - Ronchetti Cup - VŠ Praha
  - 1976 - 8 (6-2) vítěz poháru - ve finále nad Spartak Leningrad (55:64, 37:76),
  - 1973 - 10 (5-5) finalista poháru, ve finále prohra proti Spartak Leningrad (55:64, 37:76)
  - 1977 - 6 (5-1) prohra v semifinále s Minor Pernik (80:71, 51:79)
  - vyřazení ve čtvrtfinále: 1972 - 6 (2-4) a 1975 - 8 (5-3)

### Československo
- Olympijské hry 1976 Montreal (5 bodů /2 zápasy) 4. místo
- Mistrovství světa: 1975 Cali, Kolumbie (23 bodů /7 zápasů) 3. místo
- Mistrovství Evropy: 1972 Varna, Bulharsko (6 /2) 3. místo, 1974 Cagliari, Itálie (35 /7) 2. místo, 1976 Clermont Ferrand, Francie (8 /5) 2. místo, celkem na ME 49 bodů a 14 zápasů
- 1972-1976 celkem 92 mezistátních zápasů, na pěti OH, MS a ME celkem 77 bodů ve 23 zápasech